# Flächenbelegung
Als Flächenbelegung wird in der Potentialtheorie die theoretische oder rechnerische Applikation von Masse oder Ladungen an Modelle von Festkörpern bezeichnet, um die Wirkung von kleinen Änderungen mit einfachen Mitteln zu berücksichtigen oder abzuschätzen.
Während bei der numerischen Modellierung eines Körpers oder Kraftfeldes eine genaue Berechnung von Änderungen am Körper oder am Feld einen unverhältnismäßig großen Aufwand bedeutet, ist die "Kondensation" von kleinen Massen- oder Ladungsänderungen auf fiktive (unendlich dünne) Schichten potentialtheoretisch einfach zu lösen.

## Einige Anwendungen
- Berechnung von Modellen des Erdschwerefeldes
- topografische Reduktionen von Schweremessungen
- Suche nach der Ursache von Störpotentialen, z. B. durch schwere oder magnetische Gesteine
- Störende Einflüsse auf elektrische oder Magnetfelder.

## Drei Beispiele
In der Gravimetrie und magneto-gravimetrischen Exploration kann z. B. die Wirkung von zusätzlichen oder fehlenden Massen durch Annahme einer dünnen "Störschicht" abgeschätzt werden, die eine fiktive Massenbelegung erhält. Die Wirkung einer gleichmäßig belegten Schicht auf den Messpunkt entspricht dann dem Raumwinkel, unter dem die Flächenbelegung erscheint.
Bei der Geoidbestimmung oder bei Potentialmodellen kann eine – in ihrer Ursache zunächst noch unerkannte – Schwerestörung dadurch lokalisiert werden, dass die Erdoberfläche mit einem gleichmäßigen Raster dünner Massenbelegungen überzogen wird. Ihre Massen oder Dichten werden als unbekannte Parameter angesetzt und durch eine Vermittelnde Ausgleichung nach kleinsten Quadraten oder mittels Kollokation berechnet. Die anschließende Interpretation wird z. B. in Form abweichender Dichten der Erdkruste vorgenommen.
Eine auf diesem Prinzip beruhende Methode zur kombinierten Auswertung von Schwereanomalien, Geoid-Undulationen,  Kugelfunktions- oder Erdmodellen ist die von K.R. Koch entwickelte Methode "Potential der einfachen Schicht". Sie wurde in den 1970er Jahren auf Schweremessungen und Daten der Satellitenaltimetrie angewandt und kann den Rechenaufwand gegenüber strengeren Verfahren auf weniger als die Hälfte reduzieren.